# 5653 Camarillo
5653 Camarillo è un asteroide near-Earth. Scoperto nel 1992, presenta un'orbita caratterizzata da un semiasse maggiore pari a 1,7943423 UA e da un'eccentricità di 0,3040374, inclinata di 6,87349° rispetto all'eclittica.